# Ганнвелл (Канзас)
Ганнвелл (англ. Hunnewell) — місто (англ. city) в США, в окрузі Самнер штату Канзас. Населення — 44 особи (2020).

## Географія
Ганнвелл розташований за координатами 37°0′17″ пн. ш. 97°24′27″ зх. д. / 37.00472° пн. ш. 97.40750° зх. д. (37.004636, -97.407520).  За даними Бюро перепису населення США в 2010 році місто мало площу 1,26 км², уся площа — суходіл. В 2017 році площа становила 1,43 км², уся площа — суходіл.

## Демографія
Згідно з переписом 2010 року, у місті мешкало 67 осіб у 26 домогосподарствах у складі 20 родин. Густота населення становила 53 особи/км².  Було 41 помешкання (33/км²).
Расовий склад населення:
| - 92,5 % — білих - 6,0 % — корінних американців |

До двох чи більше рас належало 1,5 %. Частка іспаномовних становила 0,0 % від усіх жителів.
За віковим діапазоном населення розподілялося таким чином: 28,4 % — особи молодші 18 років, 62,6 % — особи у віці 18—64 років, 9,0 % — особи у віці 65 років та старші. Медіана віку мешканця становила 42,3 року. На 100 осіб жіночої статі у місті припадало 109,4 чоловіків;  на 100 жінок у віці від 18 років та старших — 92,0 чоловіків також старших 18 років.
За межею бідності перебувало 31,1 % осіб, у тому числі 0,0 % дітей у віці до 18 років та 10,0 % осіб у віці 65 років та старших.
Цивільне працевлаштоване населення становило 24 особи. Основні галузі зайнятості: освіта, охорона здоров'я та соціальна допомога — 37,5 %, роздрібна торгівля — 25,0 %, виробництво — 12,5 %, транспорт — 8,3 %.